# Cobalt Silver Kings

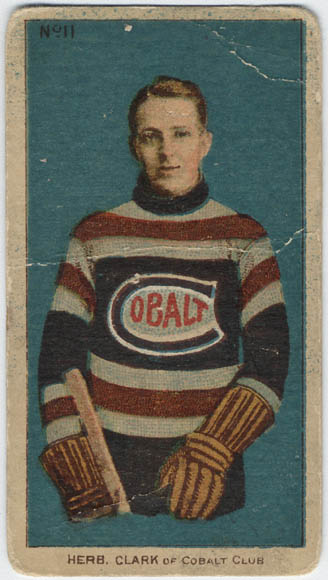
Cobalt Silver Kings Herb Clark.

Timiskamings läge i Ontario.

Cobalt Silver Kings var ett kanadensiskt professionellt ishockeylag från Cobalt i Timiskaming, Ontario, som spelade i Timiskaming Professional Hockey League, TPHL, och National Hockey Association, NHA, åren 1907–1911.

## Historia
Cobalt Silver Kings ägdes av gruvmagnaten J. Ambrose O'Brien och spelade i TPHL från 1907 till 1909 samt 1911. 1909 vann laget serien en poäng före Haileybury Hockey Club.
Säsongen 1910 var Silver Kings ett av lagen som gick med i den nystartade ligan NHA. Första matchen i NHA spelades mot Montreal Canadiens och slutade med att Canadiens vann med 7-6 efter mål på övertid. Silver Kings slutade till sist på fjärde plats i NHA säsongen 1910 med fyra vinster och åtta förluster på tolv matcher för sammanlagt åtta poäng och med 79 gjorda och 104 insläppta mål.
Den berömde spelaren och tränaren Art Ross spelade två matcher för Cobalt Silver Kings säsongen 1908–09.